# Dieter Honecker
Dieter Honecker (* 23. Januar 1930; † 29. Juli 2012) (auch  Dieter Honnecker) war ein deutscher Fußballspieler, der für die saarländische Nationalmannschaft aktiv war.

## Karriere
Honecker spielte bis 1952 bei der SG Völklingen und ab 1952 bis 1958 beim SV Saar 05 Saarbrücken. Für Saar 05 ist er von 1952 bis 1958 an der Seite von Nullfünf-Legende Fritz Altmeyer mit 77 Ligaeinsätzen in der Fußball-Oberliga Südwest notiert, in denen er 23 Tore erzielt hat. Zudem wurde er am 3. Juni 1956 in einem Freundschaftsspiel gegen die Reserve der portugiesischen Nationalmannschaft eingesetzt; das Spiel endete 0:0.